# Ziba Ganiyeva
Ziba Paša qizi Ganiyeva (en azerí: Ziba Paşa qızı Qəniyeva, en ruso: Зиба́ Паша́ кызы Гани́ева; Shamaji, Unión Soviética, 20 de agosto de 1923 - Moscú, Rusia, 2010) fue una francotiradora, exploradora de reconocimiento y operadora de radio soviética de origen azerbaiyano que combatió en las filas del Ejército Rojo durante la Segunda Guerra Mundial. Durante dicho conflicto mató al menos a veinte y ocho soldados enemigos. Después de la guerra protagonizó una película y se convirtió en filóloga.

## Biografía

### Infancia y juventud
Ziba era azerí por parte de padre y uzbeka por parte de madre. Las fuentes varían ampliamente sobre su lugar exacto de nacimiento; la mayoría indican que nació en Shamaji (Azerbaiyán), pero la Enciclopedia Soviética de Azerbaiyán indica que nació en Guliston (Uzbekistán), por su parte el periódico ruso Verchernyaya Moskva indica que nació en Uzbekistán y la base de datos Podvig naroda del Ministerio de Defensa de Rusia dice que nació en Shymkent (Kazajistán).
En 1937, durante la Gran Purga, su madre fue arrestada, por lo que su padre hizo que la expulsaran de casa por su propia seguridad. Poco después se mudó a Taskent, donde ingresó en el recién formado departamento coreográfico de la Filarmónica de Uzbekistán. Luego se mudó a Moscú en 1940 y comenzó a asistir al Instituto Estatal de Artes Teatrales Lunacharsky.

### Segunda Guerra Mundial
En julio de 1941, después de la invasión alemana de la Unión Soviética, Ganiyeva se ofreció como voluntaria para unirse al Ejército Rojo y sirvió en la 3.ª División de Fusileros Comunistas de Moscú. Recibió un entrenamiento muy breve en tiro de precisión, uso de ametralladoras y reconocimiento, y promovió activamente el movimiento de francotiradores. Rápidamente se hizo amiga de otras mujeres soldados de la división, especialmente de la también francotiradora de Nina Solovéi, de quien se hizo muy buena amiga. El 7 de noviembre de 1941 participó en el famoso desfile del Ejército Rojo por las calles de Moscú. En enero de 1942, la 3.ª División de Fusileros Comunistas de Moscú se convirtió en la 130.ª División de Fusileros, por su parte Ganiyeva fue asignada como francotiradora al 151.º Batallón Independiente de Reconocimiento de Fusileros Motorizados.
Durante la guerra participó en numerosas misiones de combate con los Héroes de la Unión Soviética Natalia Kovshova y María Polivanova. Además de servir como francotiradora, trabajó como operadora de radio en misiones de reconocimiento y cruzó al  territorio enemigo dieciséis veces durante el invierno de 1941.
El 23 de mayo de 1942 se distinguió en la batalla por la aldea de Bolshoe Vragovo en el raión de Maryovsky. Durante la batalla, ella y varios de sus compañeros francotiradores mantuvieron un nutrido fuego contra un grupo de soldados enemigos que se retiraban después de haber sido atacados por un pelotón de tanques. Durante la escaramuza que siguió, fueron atacados por un ametrallador enemigo estacionado en un edificio en ruinas. Ziba y un compañero soldado se escabulleron detrás del ametrallador y le dispararon a quemarropa. Sin embargo, poco después resultó gravemente herida por la metralla de una explosión y sus amigos Nina Solovey, Fiodor Kirillov y Yákov Koliako la llevaron al hospital. Como sufría septicemia, fue atendida por María Shvernik, la esposa del político Nikolái Shvérnik. Sólo once meses después fue dada de alta del hospital, pero ya no regresó al combate, tras recuperarse de sus heridas. Su rango más alto fue el de subteniente.

#### Publicidad

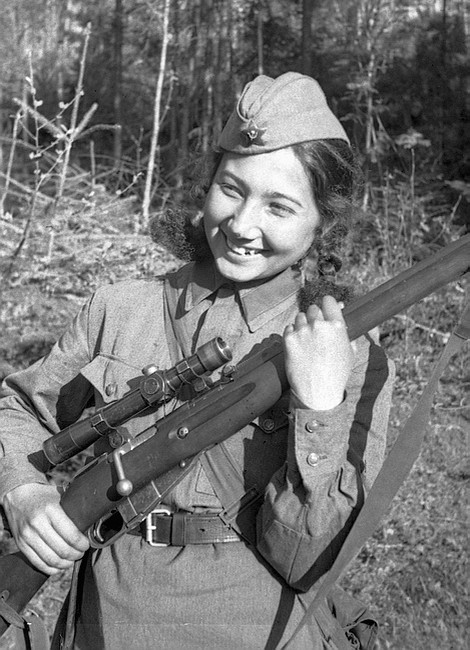
La francotiradora Ziba Ganiyeva. La foto se publicó en junio de 1942 en el periódico Vechernyaya Moskva con un título que decía que mató a 20 hilterianos, pero se volvió a publicar en el Komsomólskaya Pravda en noviembre de 1942 en este caso el título decía que mató a 28 fascistas

Durante la guerra, su fotografía (derecha) apareció en numerosos periódicos y revistas soviéticas, incluido: el Verchernyaya Moskva, Komsomólskaya Pravda y en la portada de la revista juvenil Ogonek. Un llamamiento escrito por ella a las madres del Cáucaso para que apoyaran el esfuerzo bélico se publicó en los números 19 y 20 de la revista feminista Rabotnitsa en 1942.

### Posguerra
Después de la guerra volvió a su carrera teatral y se casó con el diplomático soviético Tofik Kadyrov. Protagonizó la película Tahir y Zuhra del director uzbeko Nabi Ganiev como una shahini persa. De 1955 a 1956 dirigió el Departamento de Lengua y Literatura de la Escuela Superior del Partido de Bakú y en 1956 se convirtió en investigadora en el Instituto de Estudios Orientales de la Academia de Ciencias de la Unión Soviética. Recibió el título de Candidata de Ciencias en filología. Murió en Moscú en 2010.

## Controversia sobre el número de enemigos abatidos
El recuento exacto de enemigos eliminados por Ganiyeva está en disputa: su hoja de premios redactado para la concesión de la Orden de la Bandera Roja y un número del periódico Vechernyaya Moskva publicado en junio de 1942 le atribuyeron 20 muertes, la historiadora rusa Vera Murmantseva le atribuyó 21 muertes, el Komsomólskaya Pravda le asignó 28 enemigos muertos, mientras que Tahir Salahov afirmó que mató a 129 fascistas.

## Condecoraciones
- Orden de la Bandera Roja
- Orden de la Estrella Roja
- Orden de la Guerra Patria de 1.er grado
- Medalla por la Defensa de Moscú

### Listas relacionadas
- Lista de heroínas de la Unión Soviética